# وكالة ترند للأنباء
وكالة ترند للأنباء أو ترند نيوز (بالأذرية: Trend Xəbər Agentliyi)هي وكالة أنباء خاصة في أذربيجان تأسست عام 1995. وهي تعتبر أحد أكبر وكالة الانباء في أذربيجان ومنطقة القوقاز ومنطقة بحر الخزر وآسيا الوسطى.

## التاريخ
تأسست «ترند نيوز» عام 1995 كوكالة إعلامية مستقلة في أذربيجان، وهي مزود الأخبار في منطقة القوقاز ومنطقة قزوين وآسيا الوسطى. ايلجار حسينوف هو المدير العام للوكالة.
للوكالة موقع على الأنترنت وهو ترند نيوز. ينشر ترند نيوز نحو 500 مادة يوميا بخمس لغات هي: الأذرية، الإنجليزية، الروسية، التركية، الفارسية. يقدم ترند نيوز للمشتركين المواد العالية الجودة والمقالات التحليلية المؤلفة من قبل المحللين الرواد في مجالي السياسة والاقتصاد.
تنشر هذه الوكالة مراسلين في الدول التالية روسيا، جورجيا، أوكرانيا، أوزبكستان، قيرغيزيستان، تركمنستان، تركيا، إيران، فرنسا، بلجيكا والنمسا.
تتعاون وكالة ترند للأنباء مع وكالات دو جونس (Dow Jones)، دوتش بريس أجينتور (Deutsche Press Agentur) (ألمانيا) سينخوا (Xinhua) (الصين), جهان (تركيا) مهر (إيران), نوفوستي (روسيا), روس بيزنيس كونسالتينغ (RosBusinessConsulting) (روسيا), الصوت الأفغاني (Afghan Voice Agency) (أفغانستان), قاوقاز بريس (جورجيا), الوكالة التلغرافية البيلاروسية، وكالة «خوفار» الحكومية الطاجكية، وكالة «أوكر إنفورم» الاعلامية الحكومية الأوكرانية وألخ.و اتفاقات التعاون مع بضع الوكالات الحكومية والخاصة على قيد التوقيع

## الجوائز والتكريم
- استحق ترند نيوس اسم «أفضل الشركة في مجال وسائل الإعلام الجماهرية» في فترة ما بين سنتي 2006 و 2007 في أذربيجان.
- اعترفت الأكاديمية الأوروآسية للتلفزيون والإذاعة ترند نيوز «بأكبر مصدر الأنباء ديناميكيةً في اوروآسيا» في سنة 2008.
- قدمت موديس انترناشنل (Moody's International) لترند نيوز رخصة لإعداد ونشر الأنباء والمقالات التحليلية كذلك المواد الصورية.و اعترفت الشركة نظام إداري لترند بانه يلبي متطلبات ISO 9001-2000